# Tom Rapp
Thomas Dale "Tom" Rapp, född 8 mars 1947 i Bottineau i North Dakota, död 11 februari 2018 i Melbourne i Florida, var en amerikansk sångare, gitarrist och låtskrivare. Han är främst känd som ledaren för Pearls Before Swine, ett band som var aktiva främst under 1960-talet och spelade psykedelisk folkrock.
Rapps första soloalbum, Familiar Songs, släpptes 1972 och var en samling demoinspelningar som skivbolaget gav ut utan Rapps vetskap. Han gav ut ytterligare två soloalbum, Stardancer (1972) och Sunforest (1973), innan han i slutet av 1970-talet drog sig tillbaka från musiken och utbildade sig till advokat. Han gjorde comeback i slutet av 1990-talet och gav 1999 ut albumet A Journal of the Plague Year.

## Diskografi
Soloalbum
- 1972 – Familiar Songs
- 1972 – Stardancer
- 1973 – Sunforest
- 1999 – A Journal of the Plague Year